# Heliocentris
Die Heliocentris Energy Solutions AG war ein Anbieter stationärer hybrider Energieversorgungslösungen sowie von Brennstoffzellensystemen zur Ausbildung. Das Unternehmen wird seit Oktober 2016 durch den Insolvenzverwalter liquidiert.

## Geschichte
Das Unternehmen wurde im Jahre 1995 gegründet und bot zunächst Brennstoffzellensysteme zur didaktischen Nutzung an.
Im Juni 2011 wurde mit der P21 GmbH ein Anbieter für Energielösungen für den Telekommunikationsbereich übernommen. Die Umsatzerlöse lagen 2012 noch bei 7,7 Mio. EUR, sanken 2013 auf 4,93 und stiegen 2014 auf 18,92.
Im Juni 2014 kam es zur Übernahme der FutureE Fuel Cell Solutions GmbH, einem Anbieter von stationären Brennstoffzellensystemen.
Aufgrund eines Liquiditätsengpasses meldete das Unternehmen Mitte Oktober 2016 Insolvenz an.

## Aktie
Das Unternehmen war seit Juni 2006 im Entry Standard der Börse Frankfurt notiert und von Mai 2015 bis Juni 2017 im Prime Standard. Zeitweise war die Aktie auch im ÖkoDAX notiert. Sie war nach Ausscheiden aus dem Prime Standard weiterhin zum Regulierten Markt zugelassen.
Die Notierung der Aktie wurde im Frühjahr 2020 eingestellt.